# Acacia ornithophora
Acacia ornithophora é uma espécie de leguminosa do gênero Acacia, pertencente à família Fabaceae.